# Lucas 12

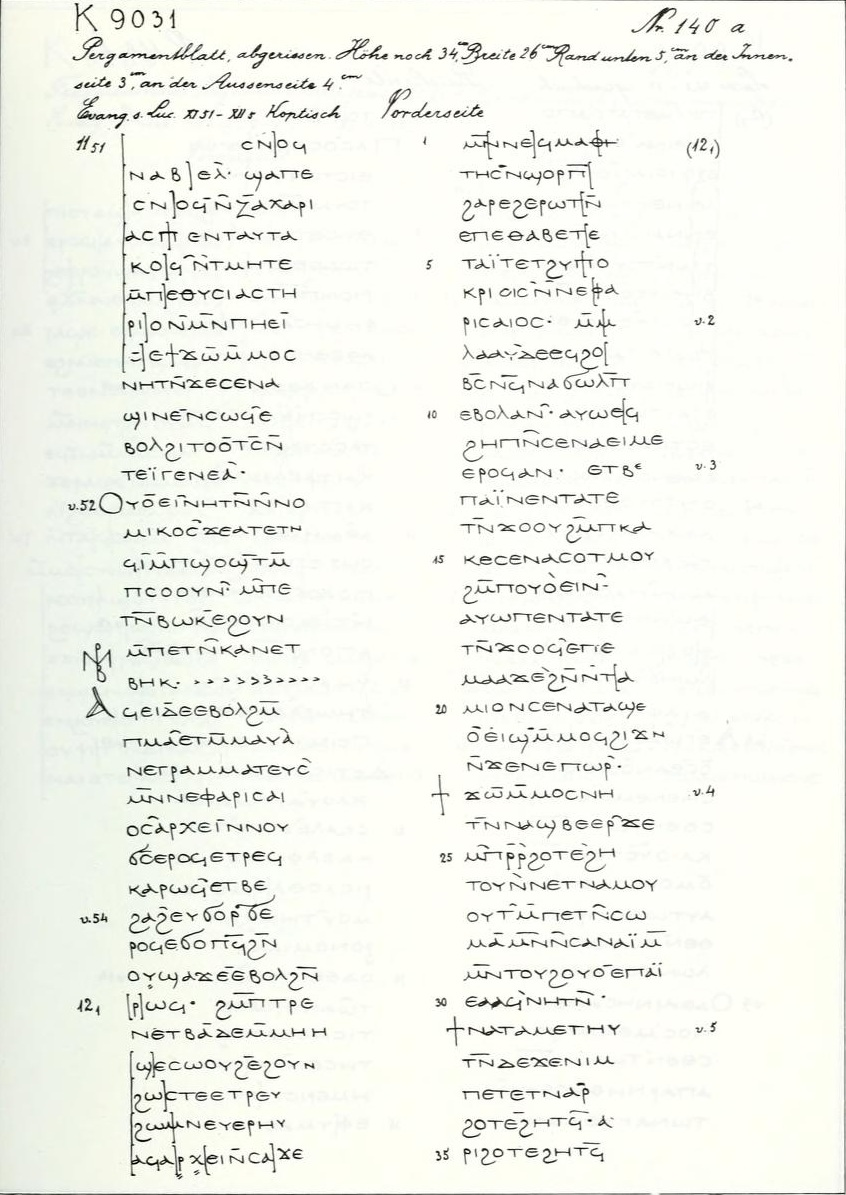
Fragmento de Uncial 0191, manuscrito bilingüe greco-copto del siglo VI de los Evangelios con el texto de Lucas 11:51-12:5

Lucas 12 es el duodécimo capítulo del Evangelio de Lucas en el Nuevo Testamento de la Cristiana. En él se recogen una serie de enseñanzas y parábolas contadas por Jesús Cristo cuando "se había reunido una multitud innumerable de gente", pero dirigidas "en primer lugar" a sus discípulos. El libro que contiene este capítulo es anónimo, pero la tradición cristiana primitiva afirmó uniformemente que Lucas el Evangelista compuso este Evangelio así como los Hechos de los Apóstoles.
Esta nueva sección continúa centrada en las enseñanzas de Jesús. No obstante, el enfoque principal ahora es escatológico: las palabras de Cristo exhortan a la vigilancia y a considerar el Reino venidero. A la par de este tema, se encuentran otros elementos muy valorados por San Lucas, como la auténtica pobreza y la humildad.

## Texto
.

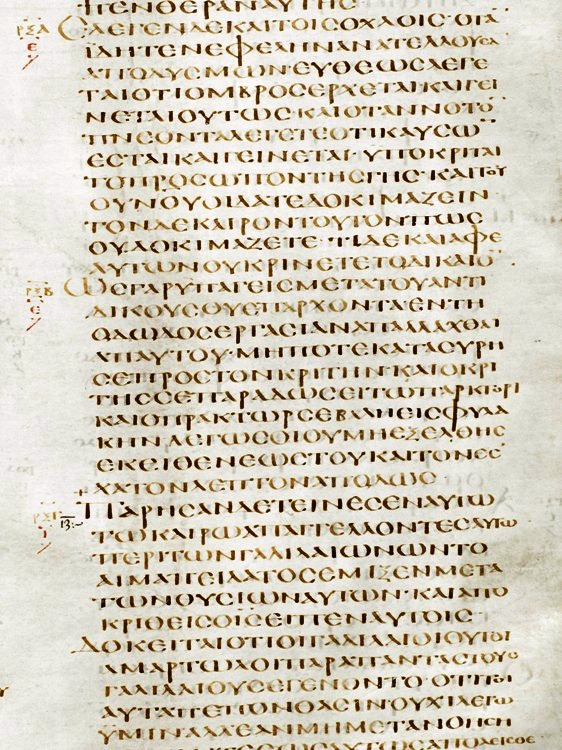
Codex Alexandrinus (c. 400-440 d. C.), Lucas 12:54-13:4

El texto original estaba escrito en griego koiné. Algunos manuscritos tempranos que contienen el texto de este capítulo son:
- Papiro 75 (175-225 d. C.)
- Papiro 45 (~250)
- Codex Vaticanus (325-350)
- Codex Sinaiticus (330-360)
- Codex Bezae (~400)
- Codex Washingtonianus (~400)
- Codex Alexandrinus (400-440)
- Codex Ephraemi Rescriptus (~450; Versículos 1-3 existentes)

Este capítulo está dividido en 59 Versículos.

## La hipocresía y el temor de Dios
El ministro escocés William Robertson Nicoll llama a este pasaje (versículos 1-12) una "exhortación a hablar sin temor". Henry Alford sugiere que este discurso consiste "en su mayor parte en dichos repetidos de otras ocasiones".

### Una multitud innumerable
Mientras tanto, cuando se había reunido una multitud innumerable de gente, de tal manera que se pisoteaban unos a otros, comenzó a decir a sus discípulos en primer lugar: "Guardaos de la levadura de los fariseos, que es la hipocresía".
Nicoll sugiere que ésta es "la multitud más numerosa que se menciona en los Evangelios" pero Jesús habla "en primer lugar" a sus discípulos, sólo se dirige a la multitud en los Versículos 14-21, en respuesta a una pregunta de alguien de la multitud, y de nuevo en los Versículos 54-59. Pedro pregunta (en el Versículo 41) si la parábola del siervo fiel se dirige únicamente a los discípulos o a la multitud más amplia (παντας, pantas: todos).
La Biblia de Jerusalén señala que una lectura alternativa conectaría la palabra "primero" con la afirmación que le sigue: Ante todo, ponte en guardia... (en griego πρωτον προσεχετε εαυτοις, proton prosechete eautois).  El comentarista protestante Heinrich Meyer sostiene igualmente que "πρῶτον, antes de todo, debe tomarse con προσέχετε"; no pertenece a lo que precede".  La Biblia de Mateo (1537) y la traducción de la Nueva Biblia de Mateo de Ruth Magnusson Davis (2016) recogen esta lectura:
... comenzó y dijo a sus discípulos: Ante todo, guardaos de la levadura de los fariseos, que es la hipocresía.

### Versículo 2
Porque nada hay encubierto que no haya de ser revelado, ni oculto que no haya de saberse.
Este Versículo concuerda con Lucas 8:17:
Porque no hay nada secreto que no haya de ser revelado, ni nada oculto que no haya de saberse y salir a la luz. 
Eric Franklin sugiere que, en particular, es la hipocresía farisaica la que será revelada, mientras que David Robert Palmer traduce las palabras iniciales de este Versículo, οὐδὲν δέ, ouden de, como "Pero no hay nada . ..", argumentando que "la partícula δέ pretende hacer un contraste aquí, entre la hipocresía, en el Versículo 1, y la revelación del Versículo 2".

### Versículo 3
Por tanto, todo lo que habéis hablado en la oscuridad se oirá en la luz, y lo que habéis hablado al oído en las habitaciones interiores se proclamará en las azoteas.
En la redacción del Evangelio de Mateo, Jesús habla en la oscuridad y exhorta a sus discípulos a revelar posteriormente lo que ha dicho (Mateo 10:27). En la versión de Lucas, los discípulos hablan en la oscuridad. Nicoll compara estas versiones:

En la primera representación la etapa del susurro tiene su lugar en la historia del reino; en la segunda se concibe como ilegítima e inútil. Lo que susurres será conocido por todos, por tanto, no susurres sino habla desde el terrado.

### Comentarios
La mayor parte del capítulo 12 de Lucas contiene instrucciones de Jesús a sus discípulos, similares a las del Discurso de la Misión en Mateo. Aunque estas enseñanzas se dirigen a los discípulos, Lucas aclara que también las escuchaba una multitud de miles de personas, lo que indica que están destinadas a todos los cristianos. Jesús comienza con advertencias polémicas, anticipando la persecución que enfrentarán sus seguidores, similar a la que Él mismo sufrió por parte de los fariseos y otros opositores que lo acusaron de actuar con el poder de Belcebú. Cristo advierte a sus discípulos que serán llevados ante diversos tribunales, pero les insta a ser valientes y a confesar su fe sin miedo, asegurándoles que Dios los cuidará y que contarán con la sabiduría del Espíritu Santo. Estas enseñanzas han resonado desde los primeros mártires cristianos, como san Ignacio y san Policarpo, hasta nuestros días.

De lo que estoy cierto es de que Dios no me abandonará sin culpa mía. Por esto, me pongo totalmente en manos de Dios con absoluta esperanza y confianza. Si a causa de mis pecados permite mi perdición, por lo menos su justicia será alabada a causa de mi persona. Espero, sin embargo, y lo espero con toda certeza, que su bondad clementísima guardará fielmente mi alma y hará que sea su misericordia, más que su justicia, lo que se ponga en mí de relieve. (…) Nada puede pasarme que Dios no quiera. Y todo lo que Él quiere, por muy malo que nos parezca, es en realidad lo mejor.

## Parábola del rico insensato
.

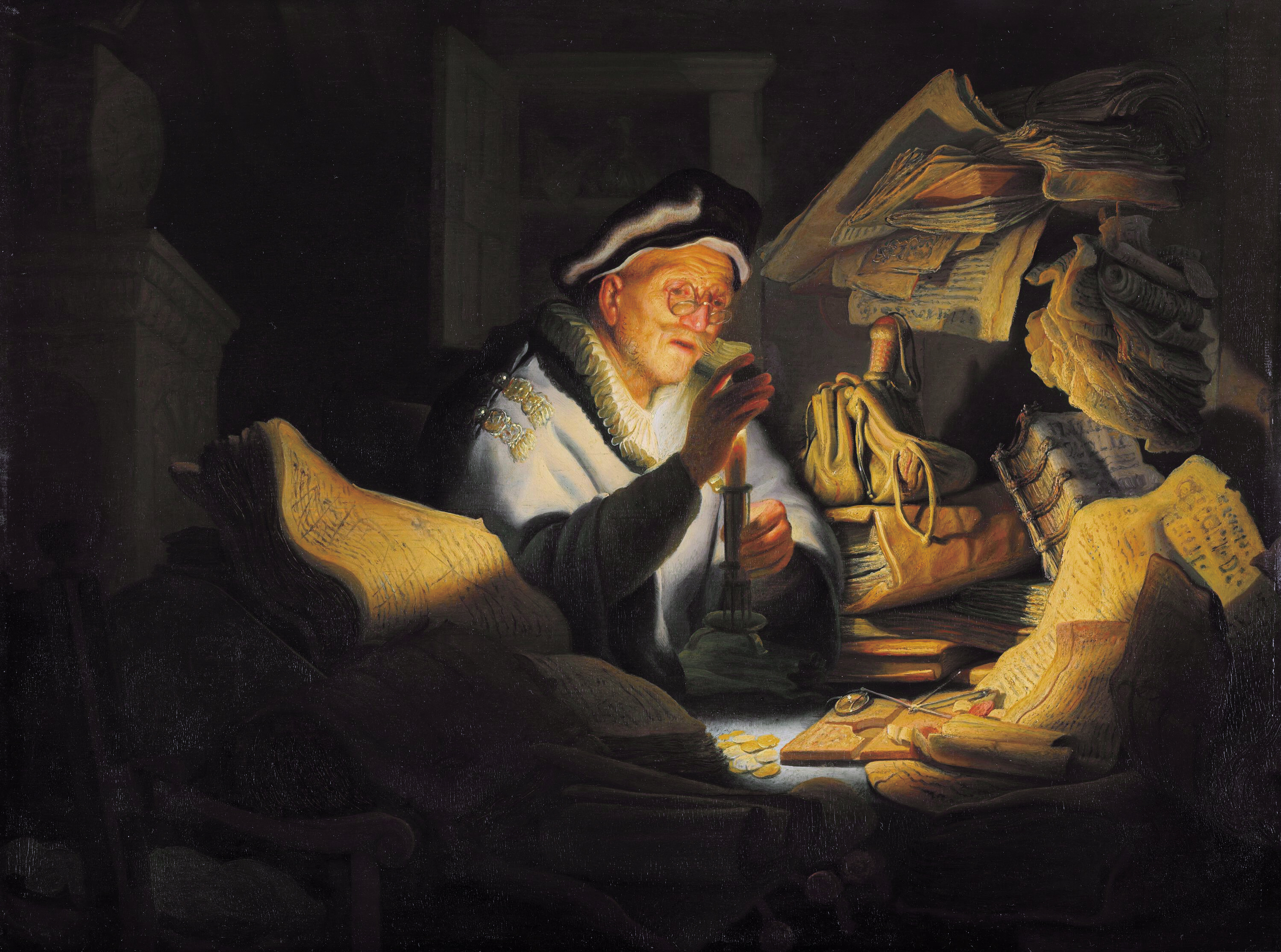
La Parábola del Rico Tonto por Rembrandt, 1627

Entre los evangelios canónicos del Nuevo Testamento, esta parábola de Jesús sólo aparece en el Evangelio de Lucas. La parábola refleja la necedad de dar importancia a la riqueza. La introduce un miembro de la multitud que escucha a Jesús, que intenta conseguir la ayuda de Jesús en una disputa económica familiar:
Uno de la multitud le dijo: "Maestro, dile a mi hermano que reparta la herencia conmigo".
J. B. Lightfoot, Kuinoel (de:Christian Gottlieb Kühnöl), y otros señalan y subrayan que "ciertamente no era asistente de Jesús".  Meyer observa que era "un judío a quien los dones y la autoridad de Jesús produjeron tal impresión que pensó que podría servirse de Él en el asunto de su herencia", pero considera que "si era un hermano menor que negaba al primogénito su doble parte de la herencia ... debe quedar en duda".
Una versión abreviada de la parábola aparece en los Evangelios apócrifos del Evangelio de Tomás (Dicho 63).
La parábola ha sido representada por artistas como Rembrandt (ilustrado), Jan Luyken, James Tissot y David Teniers el Joven.

### Comentario
Dentro del mismo contexto doctrinal del discurso anterior, que exhorta a valorar las cosas terrenales con la mirada puesta en el Cielo, Jesús advierte ahora sobre el peligro de centrar la vida en la búsqueda de riquezas.

El tener más, lo mismo para los pueblos que para las personas, no es el fin último. Todo crecimiento es ambivalente. Necesario para permitir que el hombre sea más hombre, lo encierra como en una prisión desde el momento en que se convierte en el bien supremo que le impide mirar más allá.

La parábola que ilustra esta enseñanza es muy significativa, ya que, en un primer momento, parece que el hombre rico actúa con prudencia al almacenar una cosecha abundante en lugar de desperdiciarla. Sin embargo, Jesús ofrece una perspectiva más profunda, señalando que esta vida, aunque valiosa, es transitoria y debe vivirse con una visión orientada hacia lo eterno, siendo ricos ante Dios. Por eso, recordar la muerte puede considerarse una verdadera riqueza para nuestra vida.

Quien vive como si hubiera de morir cada día —puesto que nuestra vida es incierta por naturaleza— no pecará, ya que el buen temor extingue gran parte del desorden de los apetitos; por el contrario, el que cree que va a tener una larga vida, fácilmente se deja dominar por los placeres.

## No te preocupes

### Versículo 29
Y no busquéis qué habéis de comer, o qué habéis de beber, ni seáis de mente dudosa. 

## Buscad el reino de Dios

### Versículo 31
Buscad más bien el reino de Dios, y todas estas cosas os serán añadidas. 
Similarmente en Mateo 6:33, con un texto ligeramente más largo: Buscad primero el reino de Dios, y su justicia; y todas estas cosas os serán añadidas. 

## =Versículo 33
"Vended lo que poseéis, y dad limosna; haceos bolsas que no se envejezcan, tesoro en los cielos que no se agote, donde ladrón no llega, ni polilla destruye".
12:33.
O como dice también en Lucas 18:22:Jesús, oyendo esto, le dijo: Aún te falta una cosa: vende todo lo que tienes, y dalo a los pobres, y tendrás tesoro en el cielo; y ven, sígueme.
Solo que en Lucas 18 se lo dice al joven rico,y aquí se lo dice a sus discípulos.

### Versículo 34
Porque donde esté vuestro tesoro, allí estará también vuestro corazón".

### Comentario
La enseñanza sobre las riquezas y el uso de los bienes materiales continúa. El punto crucial se encuentra en el último versículo, donde se enfatiza que cada uno de nosotros coloca sus afectos, ilusiones y aspiraciones más profundas en donde tiene su tesoro/bienes. En contraste con el rico insensato que acumuló en vano, Jesús nos invita a atesorar en el Cielo, siendo generosos aquí en la tierra.

Procuremos, además, dar frutos de verdadero arrepentimiento. Y amemos al prójimo como a nosotros mismos. Tengamos caridad y humildad y demos limosna, ya que ésta lava las almas de la inmundicia del pecado. En efecto, los hombres pierden todo lo que dejan en este mundo; tan sólo se llevan consigo el premio de su caridad y las limosnas que practicaron, por las cuales recibirán del Señor la recompensa y una digna remuneración.

Igualmente exhorta a no poner las ilusiones y las preocupaciones en los bienes de la subsistencia, comida, vestido, salud, etc. sino en la consecución del Reino de Dios. Esta radicalidad es la misma que la Iglesia hace resonar en su llamada a la santidad:

Todos los cristianos, por tanto, están llamados y obligados a tender a la santidad y a la perfección de su propio estado de vida. Todos, pues, han de intentar orientar rectamente sus deseos para que el uso de las cosas de este mundo y el apego a las riquezas no les impidan, en contra del espíritu de pobreza evangélica, buscar el amor perfecto.

## Parábola del siervo fiel
Los versículos 35-48 contienen una serie de exhortaciones a la vigilancia y la versión de Lucas de la parábola del siervo fiel. El "amo" (ὁ κύριος) aparece retratado como "ausente en una boda", pero "el pensamiento principal aquí sólo es que está ausente en una fiesta, y volverá".

### Comentario
La exhortación a estar vigilantes es recurrente en la predicación de Cristo y en la de los Apóstoles. Esto se debe, por un lado, a que el enemigo está siempre al acecho y, por otro, a que el amor genuino nunca duerme. La vigilancia se manifiesta concretamente en el espíritu de oración y en la fortaleza en la fe. Jesús invita a la vigilancia mediante dos imágenes: la cintura ceñida y la lámpara encendida. En la cultura judía, ceñirse la cintura indicaba preparación y disposición para trabajar o viajar, mientras que tener las lámparas encendidas denotaba la actitud de quien vigila o espera a alguien.
Jesús utiliza dos comparaciones para ilustrar la espera vigilante ante su venida: como el criado que espera a su amo o como el dueño que espera al ladrón. Ambos saben que el otro llegará y que ese encuentro definirá su futuro. En este contexto, donde Jesús, como un Señor que sirve a sus siervos fieles al llegar tarde, se ciñe la cintura y les sirve. Ante la pregunta de San Pedro, Jesús aborda la responsabilidad de aquellos que tienen algún cargo y, en general, de todos. Explica que el destino del fiel será diferente al del cínico, y que la suerte del débil no será la misma que la del ignorante.

«Una misma es la santidad que cultivan en cualquier clase de vida y de profesión los que son guiados por el espíritu de Dios y, obedeciendo a la voz del Padre, adorando a Dios y al Padre en espíritu y verdad, siguen a Cristo pobre, humilde y cargado con la cruz, para merecer la participación de su gloria. Según eso, cada uno según los propios dones y las gracias recibidas, debe caminar sin vacilación por el camino de la fe viva, que excita la esperanza y obra por la caridad. Es menester, en primer lugar, que los pastores del rebaño de Cristo cumplan con su deber ministerial, santamente y con entusiasmo, con humildad y fortaleza, según la imagen del Sumo y Eterno sacerdote, pastor y obispo de nuestras almas; cumplido así, su ministerio será para ellos un magnífico medio de santificación.

## He venido a traer fuego a la tierra

### Versículo 49
"He venido a traer fuego a la tierra, ¡y cómo quisiera que ya estuviera encendido!"
Frederic Farrar, en la Cambridge Bible for Schools and Colleges, hace referencia a un 'dicho no escrito' de Cristo, El que está cerca de mí está cerca del fuego, que recogen Ignacio de Antioquía, Orígenes y Dídimo.

### Comentario
En la Biblia, el fuego a menudo simboliza el amor ardiente de Dios por la humanidad. Jesús utiliza esta imagen junto con la del Bautismo para expresar su ferviente deseo de entregar su vida por amor a los hombres. Los cristianos, a su vez, estamos llamados a seguir su ejemplo.

¡Oh Jesús…, fortalece nuestras almas, allana el camino y, sobre todo, embriáganos de Amor!: haznos así hogueras vivas, que enciendan la tierra con el divino divino fuego que Tú trajiste.

## Haz las paces con tu adversario
Los versículos finales del capítulo (versículos 57-59) hacen uso de una ilustración basada en una reclamación pecuniaria oída ante el tribunal de los magistrados (en griego ἄρχοντα}}, archonta, palabra de Lucas que también aparece cuatro veces en los Hechos de los Apóstoles):.

### Versículo 57
Aun de vosotros mismos, ¿no juzgáis lo que es justo? 

### Comentario
En su queja, Jesús utiliza un juego de palabras con "tiempo", refiriéndose tanto al clima como a las etapas de la salvación. Parece que quienes lo conocieron empleaban dos tipos de razonamiento: uno lógico para juzgar asuntos terrenales y otro ilógico para juzgarlo a Él. Los milagros, su vida y su doctrina deberían haber sido suficientes para reconocerlo como el Mesías. Sin embargo, la gente de su época no supo comprender estos signos y malinterpretaron a Jesús. Esta actitud no fue exclusiva de los contemporáneos de Jesús, sino que se repite hoy en día cuando se ignoran los signos de Dios o las sugerencias en la conciencia.

Quienes voluntariamente pretenden apartar de su corazón a Dios y soslayar las cuestiones religiosas desoyen el dictamen de su conciencia y, por tanto, no carecen de culpa.

Después, con la imagen del adversario y el magistrado, el Señor les enseña que todavía tienen tiempo para rectificar, poco, porque están casi de camino hacia el juicio, pero el suficiente para no acabar condenados: 

Que se apresure, pues, a tomar parte ahora en la primera resurrección el que no quiera ser condenado con el castigo eterno de la segunda muerte. Los que en la vida presente, transformados por el temor de Dios, pasan de mala a buena conducta, pasan de la muerte a la vida, y más tarde serán transformados de su humilde condición a una condición gloriosa.